# Donatien
Donatien, nato Émile-Charles-Bernard Wessbeche (Parigi, 20 giugno 1887 – Appoigny, 8 novembre 1955), è stato un regista, attore e scenografo francese che usò talvolta anche il nome Émile-Bernard Donatien o quello di E.B. Donatien.
Iniziò a lavorare per il cinema con Edouard-Emile Violet con il quale, negli anni venti, collaborò a più di un film.

## Filmografia

### Regista
- Une histoire de brigands (1920)
- L'Auberge, co-regia di Édouard-Émile Violet - cortometraggio (1922)
- Les Hommes nouveaux, co-regia di Édouard-Émile Violet (1922)
- L'Île de la mort (1923)
- La Malchanceuse, co-regia di Benito Perojo (1924)
- Pierre et Jean (1924)
- La Chevauchée blanche (1924)
- Nantas (1925)
- Princesse Lulu, regia di René Leprince (1925)
- Mon curé chez les riches (1925)
- Mon curé chez les pauvres (1925)
- Le jardin sur l'Oronte
- Le château de la mort lente
- Simone (1926)
- Au revoir et merci
- Florine, la fleur du Valois
- Le martyre de Sainte-Maxence
- L'arpète
- Miss Édith, duchesse
- C'est un pari  - cortometraggio
- Mon curé chez les riches (1932)
- L'Aimable Lingère

### Attore
- Les Hommes nouveaux, regia di Émile-Bernard Donatien e Édouard-Émile Violet (1922)